# Sensen no sen
Sensen no sen (em japonês:  先々の先, ante-ataque), ou sensen no sente (先々の先手, primeiro movimento antecipado), é um conceito e uma técnica das artes marciais do Japão, que consiste aplicar uma técnica antecipadamente, ao menor esboço de movimento do oponente.